# Liste der Stolpersteine im Landkreis und in der Stadt Gotha
Die Liste der Stolpersteine im Landkreis und in der Stadt Gotha enthält alle bekannten Stolpersteine im besagten Gebiet.
Verschiedene Betroffene waren das Ziel der Polenaktion: Polenaktion bezeichnet die Ende Oktober 1938 kurzfristig durchgeführte Abschiebung von bis zu 17.000 jüdischen Polen aus dem Deutschen Reich. Die Ausweisung erfolgte gewaltsam und kam für die Betroffenen völlig überraschend. Herschel Grynszpan, dessen Eltern betroffen waren, schoss deswegen am 7. November in Paris auf den deutschen Botschaftsmitarbeiter Ernst vom Rath, der am 9. November verstarb, was wiederum Anlass für die Novemberpogrome 1938 war.

## Landkreis Gotha

### Bad Tabarz
| Bild              | Adresse                     | Verlegedatum | Inschrift | Kurzvita/Anmerkungen | Link  |
| ----------------- | --------------------------- | ------------ | --- | --- | ----- |
| weitere Bilder \| | Lauchagrundstraße 13 (Lage) | 10. Mai 2013 | Hier wohnte Dr. Theodor Neubauer Jg. 1890 im Widerstand/KPD mehrmals verhaftet zuletzt 1944 ‘Vorbereitung Hochverrat’ ermordet 5.2.1945 Zuchthaus Brandenburg | Theodor Neubauer (* 1890 in Ermschwerd; † 1945 in Brandenburg an der Havel) 1913 Promotion (Dr. phil.), Lehrer, Teilnahme am I. Weltkrieg, 1917 Mitglied der USPD, 1920 Mitglied der KPD, 1921–1927 MdL Thüringen, seit 1923 thür. Staatsrat, 1924–1933 MdR (KPD), 1933 Chefredakteur der Düsseldorfer „Freiheit“, 1933 verhaftet, 1933–1939 in den Konzentrationslagern Columbia-Haus, Lichtenburg und Buchenwald interniert, seit 1939 in Tabarz (Thüringen), Aufbau einer Widerstandsgruppe in Mitteldeutschland, 1944 erneut verhaftet, 1945 vom Volksgerichtshof zum Tod verurteilt und hingerichtet | [ 3 ] |

### Friedrichroda
| Bild | Name                     | Ort, Adresse                              | Geburts- datum/ort               | Inschrift | Kurzvita |
| ---- | ------------------------ | ----------------------------------------- | -------------------------------- | --- | --- |
|      | Dr. Kowalek-Cohn, Leonie | Friedrichroda, Finsterberger Weg 5 (Lage) | 1892                             | HIER WOHNTE DR. SARAH-LEONIE KOWALEK-COHN JG. 1892 MEDIZINISCHE BEHANDLUNG VERWEIGERT TOT 7.2.1942 KRANKENHAUS ERFURT                | Die jüdische Ärztin Leonie Kowalek-Cohn betrieb in Friedrichroda, Am Gottlob 7 (heute Finsterberger Weg 5) ein Sanatorium und war den Schikanen der Naziherrschaft ausgesetzt. 1939 wurde ihr gegenüber eine Sicherheitsanordnung in Vorbereitung einer Deportation ausgesprochen. In Folge einer Erkrankung verstarb sie am 7. Februar 1942 im städtischen Krankenhaus Erfurt.                                                                   |
|      | Kahn, Walter Max         | Friedrichroda, Rosenau 8 (Lage)           | 1911                             | HIER WOHNTE WALTER MAX KAHN JG. 1911 FLUCHT HOLLAND INTERNIERT WESTERBORK DEPORTIERT 1942 AUSCHWITZ ERMORDET 2.9.1942                | |
|      | Kahn, Ernst              | Friedrichroda, Rosenau 8 (Lage)           | 1878                             | HIER WOHNTE ERNST KAHN JG. 1878 GEDEMÜTIGT/ENTRECHTET TOT 17.11.1938                                                                 | |
|      | Kahn, Maria              | Friedrichroda, Rosenau 8 (Lage)           | 1881                             | HIER WOHNTE MARIA KAHN GEB. WOLFF JG. 1881 FLUCHT 1939 HOLLAND TOT 1939                                                              | |
|      | Kahn, Werner             | Friedrichroda, Rosenau 8 (Lage)           | 1918                             | HIER WOHNTE WERNER KAHN JG. 1918 ‘SCHUTZHAFT’ 1938 BUCHENWALD FLUCHT 1939 HOLLAND VERHAFTET DEPORTIERT MAUTHAUSEN ERMORDET 17.9.1941 | |
|      | Kahn, Richard            | Friedrichroda, Rosenau 8 (Lage)           | 1908                             | HIER WOHNTE RICHARD KAHN JG. 1908 FLUCHT HOLLAND INTERNIERT WESTERBORK DEPORTIERT AUSCHWITZ ERMORDET 20.2.1944                       | |
|      | Kahn, Ruth               | Friedrichroda, Rosenau 8 (Lage)           | 1940                             | HIER WOHNTE RUTH KAHN JG. 1940 INTERNIERT WESTERBORK DEPORTIERT AUSCHWITZ ERMORDET 24.9.1943                                         | |
|      | Kahn-Hermann, Klara      | Friedrichroda, Rosenau 8 (Lage)           | 1910                             | HIER WOHNTE KLARA KAHN-HERMANN JG. 1910 FLUCHT HOLLAND INTERNIERT WESTERBORK DEPORTIERT AUSCHWITZ ERMORDET 24.9.1943                 | |
|      | Misch, Helene            | Friedrichroda, Schreibersweg 3 (Lage)     | 1894                             | HIER WOHNTE HELENE MISCH JG. 1894 FLUCHT 1939 CHILE                                                                                  | |
|      | Pfeffer, Bettina         | Friedrichroda, Schreibersweg 3 (Lage)     | 1877                             | HIER WOHNTE BETTINA PFEFFER VERH. BRENNER JG. 1877 FLUCHT 1939 CHILE                                                                 | |
|      | Pfeffer, Rosa            | Friedrichroda, Schreibersweg 3 (Lage)     | 1851                             | HIER WOHNTE ROSA PFEFFER GEB. BIELSKI JG. 1851 FLUCHT 1939 CHILE TOT 28.7.1939                                                       | |
|      | Schubert, Margarete      | Friedrichroda, Wilhelmstr. 1 (Lage)       | 12. Juli 1881 geb. Zweig Breslau | HIER WOHNTE MARGARETE SCHUBERT GEB. ZWEIG JG. 1881 DEPORTIERT 1944 THERESIENSTADT ÜBERlEBT                                           | † 24. Oktober 1946 in Friedrichroda; Ehemann Nichtjude, Hotelbesitzer, verzog Ende der zwanziger Jahre nach Friedrichroda und erwarb ein Hotel, nach Erkrankung des Ehemanns und Einweisung in ein Pflegeheim verkaufte sie im September 1933 das Hotel, Verpflichtung zum Arbeitsdienst, Januar 1944 Deportation nach Theresienstadt mit Transport XVI/3-1, Ankunft am 12. Januar 1944 in Theresienstadt, überlebte, Rückkehr nach Friedrichroda |

### Waltershausen
| Bild | Name                     | Ort, Adresse                        | Geburts- datum/ort                     | Inschrift | Kurzvita |
| ---- | ------------------------ | ----------------------------------- | -------------------------------------- | --- | --- |
|      | Nussbaum, Lilly Levy     | Waltershausen, Bremer Str. 1 (Lage) | 12. Jan. 1899 Waltershausen            | HIER WOHNTE LILLY LEVY NUSSBAUM JG. 1899 ?                                                                       | Lilly Levy lebte bis Mitte 1942 in einer Heil- und Pflegeanstalt in Bendorf-Sayn bei Koblenz. Von dort wurde sie wahrscheinlich nach Sobibor deportiert. Sie wurde für tot erklärt und als Todesdatum wurde der 8. Mai 1945 festgelegt. |
|      | Levy, Wolfgang           | Waltershausen, Bremer Str. 1 (Lage) | 1932 Waltershausen                     | HIER WOHNTE WOLFGANG LEVY JG. 1932 DEPORTIERT 1942 AUSCHWITZ ERMORDET 1944                                       | Der Stolperstein wurde am 13. März 2018 verlegt. |
|      | Linz, Leopold            | Waltershausen, Bremer Str. 1 (Lage) | 1897 Hildesheim                        | HIER WOHNTE LEOPOLD LINZ JG. 1897 ‘SCHUTZHAFT’ 1938 BUCHENWALD FLUCHT 1939 USA                                   | Am 8. Januar 1897 in Hildesheim geboren, verheiratet mit Rita Linz. Er starb am 14. Oktober 1972 in LaGrange, Troup County, Georgia, USA. Der Stolperstein wurde am 18. Februar 2020 verlegt. |
|      | Linz, Rita               | Waltershausen, Bremer Str. 1 (Lage) | 1904 Waltershausen                     | HIER WOHNTE RITA LINZ GEB. NUSSBAUM JG. 1904 FLUCHT 1939 USA                                                     | Am 26. Januar 1904 in Waltershausen geboren, verheiratet mit Leopold Linz. Sie starb am 10. November 1990 in LaGrange, Georgia in den USA. Der Stolperstein wurde am 18. Februar 2020 verlegt. |
|      | Reinmann, Irmgard        | Waltershausen, Bremer Str. 2 (Lage) | 1923                                   | HIER WOHNTE IRMGARD REINMANN JG. 1923 JUGEND-ALIJAH 1937 PALÄSTINA ÜBERLEBT                                      | Siehe auch: Kinder- und Jugend-Alijah |
|      | Reinmann, Edith          | Waltershausen, Bremer Str. 2 (Lage) | 1922                                   | HIER WOHNTE EDITH REINMANN JG. 1922 JUGEND-ALIJAH 1937 PALÄSTINA ÜBERLEBT                                        | Siehe auch: Kinder- und Jugend-Alijah |
|      | Weinstein, Fritz         | Waltershausen, Bremer Str. 2 (Lage) | 1862                                   | HIER WOHNTE FRITZ WEINSTEIN JG. 1862 DEPORTIERT 1942 THERESIENSTADT ERMORDET IN TREBLINKA                        | |
|      | Schoch, Toni             | Waltershausen, Gutzkowstr. 4 (Lage) | 14. Sep. 1884 geb. Breslauer Fraustadt | HIER WOHNTE TONI SCHOCH GEB. BRESLAUER JG. 1884 INHAFTIERT 1941 DEPORTIERT 1944 THERESIENSTADT ÜBERLEBT          | Arbeiterin, verheiratet mit Otto Schoch, Nichtjude, am 4. Juni 1909 Übertritt zum evangelischen Glauben, März 1922 Scheidung, 1941 Anklage wegen Nichtführung des Vornamens Sara, Inhaftierung vom 2. Dezember 1941 bis 23. Dezember 1941, Deportation nach Theresienstadt am 12. Januar 1944 mit Transport XVI/3-18, überlebte, nach 1945 wohnhaft in Gotha und Eisenach. |
|      | Felstyner, Klara (Chaia) | Waltershausen, Quergasse 2 (Lage)   | 1881 Czernowitz                        | HIER WOHNTE KLARA ‘CHAIA’ FELSTYNER GEB. BINDER JG. 1881 AUSGEWIESEN 1938 NACH POLEN TOT 1940 IM GHETTO WARSCHAU | |

## Gotha
| Bild | Name                               | Ort, Adresse                                                   | Geburts- datum/ort                           | Inschrift | Kurzvita |
| ---- | ---------------------------------- | -------------------------------------------------------------- | -------------------------------------------- | --- | --- |
|      | Lang, Paula                        | Gotha, Waltershäuser Str. 36 (Lage)                            | 2. Mai 1862 geb. Strupp Hildburghausen       | HIER WOHNTE PAULA LANG GEB. STRUPP JG. 1862 DEPORTIERT 1942 TOT IN THERESIENSTADT                                                                                      | † 26. Dezember 1942 in Theresienstadt; Friedrichstraße 13, ab 1940 Fritz-Sauckel-Straße 36/heute Waltershäuser Straße; 1883 Hochzeit in Meiningen; 19. September 1942 Deportation nach Theresienstadt; 20. September 1942 Ankunft in Theresienstadt |
|      | Lewin, Heinrich                    | Gotha, Waltershäuser Str. 36 (Lage)                            | 26. Sep. 1876 Gnesen                         | HIER WOHNTE HEINRICH LEWIN JG. 1876 DEPORTIERT 1942 GHETTO BELZYCE ERMORDET                                                                                            | Ehemann von Else Lewin; ermordet im Distrikt Lublin; bis 1934 Lutherstraße 4, Fritz-Sauckel-Straße 36/heute Waltershäuser Straße; 10. Mai 1942 Deportation in das Ghetto Belzyce im Distrikt Lublin; 12. Mai 1942 Ankunft im Distrikt Lublin |
|      | Lewin, Else                        | Gotha, Waltershäuser Str. 36 (Lage)                            | 8. Juni 1890 geb. Bach vw.Marcus Krause Buck | HIER WOHNTE ELSE LEWIN GEB. BACH JG. 1890 DEPORTIERT 1942 TOT IM GHETTO BELZYCE                                                                                        | Ehefrau von Heinrich Lewin; ermordet im Distrikt Lublin; bis 1934 Lutherstraße 4, Fritz-Sauckel-Straße 36/heute Waltershäuser Straße; 10. Mai 1942 Deportation in das Ghetto Belzyce im Distrikt Lublin; 12. Mai 1942 Ankunft im Distrikt Lublin |
|      | Neuhaus, Louis                     | Gotha, Waltershäuser Str. 16 (Lage)                            | 1880                                         | HIER WOHNTE LOUIS NEUHAUS JG. 1880 ‘SCHUTZHAFT’ 1938 BUCHENWALD FLUCHT 1939 HOLLAND INTERNIERT WESTERBORK DEPORTIERT 1944 THERESIENSTADT AUSCHWITZ ERMORDET 18.10.1944 | |
|      | Neuhaus, Martha                    | Gotha, Waltershäuser Str. 16 (Lage)                            | 1890                                         | HIER WOHNTE MARTHA NEUHAUS GEB. WACHTEL JG. 1890 FLUCHT 1939 HOLLAND INTERNIERT WESTERBORK DEPORTIERT 1944 THERESIENSTADT AUSCHWITZ ERMORDET 19.10.1944                | |
|      | Neuhaus, Lore                      | Gotha, Waltershäuser Str. 16 (Lage)                            | 1921                                         | HIER WOHNTE LORE NEUHAUS JG. 1921 FLUCHT 1939 HOLLAND INTERNIERT WESTERBORK DEPORTIERT 1944 THERESIENSTADT BEFREIT                                                     | |
|      | Stahl, Kind                        | Gotha, Seebergstr. 4 c (Lage)                                  | 1902 geb. Krause                             | HIER WOHNTE IHR KIND AUSGEWIESEN 1938 POLEN ? | Kind von Fajga und Oskar Stahl |
|      | Stahl, Oskar                       | Gotha, Seebergstr. 4 c (Lage)                                  | 1902 geb. Krause                             | HIER WOHNTE OSKAR STAHL JG. 1898 AUSGEWIESEN 1938 POLEN ? | Ehemann von Fajga Stahl; rumänische Staatsbürgerschaft, ein Kind |
|      | Stahl, Fajga                       | Gotha, Seebergstr. 4 c (Lage)                                  | 1902 geb. Krause                             | HIER WOHNTE FAJGA STAHL GEB. KRAUSE JG. 1902 AUSGEWIESEN 1938 POLEN ?                                                                                                  | Ehefrau von Oskar Stahl; rumänische Staatsbürgerschaft, ein Kind |
|      | Prinz, Scheindel                   | Gotha, Mohrenstr. 2 (Lage)                                     | 18. Jan. 1896 geb. Binder Kalisch            | HIER WOHNTE SCHEINDEL PRINZ JG. 1896 FLUCHT FRANKREICH INTERNIERT DRANCY DEPORTIERT 1942 ERMORDET 1942 IN AUSCHWITZ                                                    | genannt Wurzel, 1942 ermordet in Auschwitz; Ehefrau von Markus Prinz: 1933 Auswanderung nach Frankreich, Inhaftierung im Internierungslager Drancy, Deportation mit Konvoi 17 am 27. Juli 1942 nach Auschwitz |
|      | Prinz, Sophie                      | Gotha, Mohrenstr. 2 (Lage)                                     | 16. Aug. 1926 Gotha                          | HIER WOHNTE SOPHIE PRINZ JG. 1926 FLUCHT FRANKREICH INTERNIERT DRANCY DEPORTIERT 1942 ERMORDET 1942 IN AUSCHWITZ                                                       | 1942 ermordet in Auschwitz; Tochter von Scheindel und Markus Prinz, 1933 Auswanderung nach Frankreich, Inhaftierung im Internierungslager Drancy, Deportation mit Konvoi 17 am 27. Juli 1942 nach Auschwitz |
|      | Prinz, Markus                      | Gotha, Mohrenstr. 2 (Lage)                                     | 24. Jan. 1899 Sosniko                        | HIER WOHNTE MARKUS PRINZ JG. 1899 FLUCHT FRANKREICH INTERNIERT DRANCY DEPORTIERT 1942 ERMORDET 1942 IN AUSCHWITZ                                                       | 1942 ermordet in Auschwitz; 1933 Auswanderung nach Frankreich, Inhaftierung im Internierungslager Drancy, Deportation mit Konvoi 17 am 27. Juli 1942 nach Auschwitz |
|      | Lutzky, Helene                     | Gotha, Schlichtenstr. 41 (Lage)                                | 3. Dez. 1893 Würzburg                        | HIER WOHNTE HELENE LUTZKY JG. 1893 DEPORTIERT 1942 BELZYCE ERMORDET | verschollen im Distrikt Lublin; Ehefrau von Siegbert Lutzky; staatenlos; 1939 Mitglied der Israelitischen Kultusgemeinde; 10. Mai 1942 Deportation in das Ghetto Belzyce bei Lublin; 12. Mai 1942 Ankunft im Distrikt Lublin |
|      | Lutzky, Siegbert                   | Gotha, Schlichtenstr. 41 (Lage)                                | 13. Nov. 1897 Würzburg                       | HIER WOHNTE SIEGBERT LUTZKY JG. 1897 DEPORTIERT 1942 BELZYCE ERMORDET                                                                                                  | verschollen im Distrikt Lublin; Ehemann von Helene Lutzky; Lebensmittelhändler; staatenlos; 1939 Mitglied der Israelitischen Kultusgemeinde; 10. Mai 1942 Deportation in das Ghetto Belzyce bei Lublin; 12. Mai 1942 Ankunft im Distrikt Lublin |
|      | Ledermann, Gertrud                 | Gotha, Hünersdorfstr. 13 (Lage)                                | 8. Feb. 1887 Meiningen                       | HIER WOHNTE GERTRUD LEDERMANN JG. 1887 DEPORTIERT 1942 TOT IM GHETTO BELZYCE                                                                                           | Schwester von Elsa Ledermann, ermordet im Distrikt Lublin; 10. Mai 1942 Deportation in das Ghetto Belzyce im Distrikt Lublin; 12. Mai 1942 Ankunft im Distrikt Lublin |
|      | Ledermann, Elsa                    | Gotha, Hünersdorfstr. 13 (Lage)                                | 22. Mai 1898 Meiningen                       | HIER WOHNTE ELSA LEDERMANN JG. 1898 DEPORTIERT 1942 TOT IM GHETTO BELZYCE                                                                                              | Schwester von Gertrud Ledermann, ermordet im Distrikt Lublin; 10. Mai 1942 Deportation in das Ghetto Belzyce im Distrikt Lublin; 12. Mai 1942 Ankunft im Distrikt Lublin |
|      | Schleyen, Oswald                   | Gotha, Hünersdorfstr. 22 (Lage)                                |                                              | HIER WOHNTE OSWALD SCHLEYEN JG.? AUSGEWIESEN 1938 NACH POLEN ? | Sohn von Bertha und Bernhardt Schleyen? Kaufmann; polnische Staatsangehörigkeit; wahrscheinlich am 28. Oktober 1938 Abschiebung nach Polen Anm.: Nach Auskunft des früheren Hausbesitzers, der heute noch ein Uhrengeschäft an dieser Adresse betreibt, geht aus den Unterlagen über das Haus nicht hervor, dass eine Familie Schleyen an dieser Stelle einen Wohnsitz oder ein Geschäft hatte. |
|      | Schleyen, Bertha                   | Gotha, Hünersdorfstr. 22 (Lage)                                |                                              | HIER WOHNTE BERTHA SCHLEYEN AUSGEWIESEN 1938 POLEN ? | Ehefrau von Bernhard Schleyen? Polnische Staatsangehörigkeit; wahrscheinlich am 28. Oktober 1938 Abschiebung nach Polen |
|      | Schleyen, Bernhardt                | Gotha, Hünersdorfstr. 22 (Lage)                                |                                              | HIER WOHNTE BERNHARDT SCHLEYEN AUSGEWIESEN 1938 POLEN ? | Ehemann von Bertha Schleyen? Polnische Staatsangehörigkeit; Kaufmann; wahrscheinlich am 28. Oktober 1938 Abschiebung nach Polen |
|      | Blau, Ernst                        | Gotha, Goldbacher Str. 1 (Lage)                                | 1938                                         | HIER WOHNTE ERNST BLAU POLENAKTION 1938 GHETTO WARSCHAU ERMORDET | |
|      | Blau, David                        | Gotha, Goldbacher Str. 1 (Lage)                                | 1883                                         | HIER WOHNTE DAVID BLAU JG. 1883 POLENAKTION 1938 GHETTO WARSCHAU FLUCHT FRANKREICH INTERNIERT DRANCY DEPORTIERT 1942 ERMORDET IN AUSCHWITZ                             | |
|      | Blau, Anna                         | Gotha, Goldbacher Str. 1 (Lage)                                | 1931                                         | HIER WOHNTE ANNA BLAU POLENAKTION 1938 GHETTO WARSCHAU ÜBERLEBT | |
|      | Ledermann, Peter Bernd             | Gotha, Gartenstr. 34 (Lage)                                    | 1931                                         | HIER WOHNTE PETER BERND LEDERMANN JG. 1931 FLUCHT 1939 ENGLAND USA ÜBERLEBT                                                                                            | |
|      | Ledermann, Irmgard                 | Gotha, Gartenstr. 34 (Lage)                                    | 1907                                         | HIER WOHNTE IRMGARD LEDERMANN GEB. HEILBRUNN JG. 1907 FLUCHT 1939 ENGLAND USA ÜBERLEBT                                                                                 | |
|      | Ledermann, Ernst                   | Gotha, Gartenstr. 34 (Lage)                                    | 1900                                         | HIER WOHNTE DR. ERNST LEDERMANN JG. 1900 ‘SCHUTZHAFT’ 1938 BUCHENWALD FLUCHT 1939 ENGLAND USA ÜBERLEBT                                                                 | |
|      | Heilbrunn, Betty                   | Gotha, Gartenstr. 32 b (Lage)                                  | 1875                                         | HIER WOHNTE BETTY HEILBRUNN GEB. SICHEL JG. 1875 FLUCHT 1938 PALÄSTINA ÜBERLEBT                                                                                        | |
|      | Heilbrunn, Margot                  | Gotha, Gartenstr. 32 b (Lage)                                  | 1910                                         | HIER WOHNTE HIER WOHNTE MARGOT HEILBRUNN GEB. VEITH JG. 1910 FLUCHT 1938 PALÄSTINA ÜBERLEBT                                                                            | |
|      | Heilbrunn, Leo                     | Gotha, Gartenstr. 32 b (Lage)                                  | 1905                                         | HIER WOHNTE LEO HEILBRUNN JG. 1905 FLUCHT 1938 PALÄSTINA ÜBERLEBT | |
|      | Kunreuther, Anna                   | Gotha, Friedrichstr. 14 (Lage)                                 | 27. Okt. 1871 geb. Michaelis Worms           | HIER WOHNTE ANNA KUNREUTHER GEB. MICHAELIS JG. 1871 DEPORTIERT 1942 TOT 1943 IN THERESIENSTADT                                                                         | verheiratet mit dem jüdischen Rechtsanwalt und Notar, Geheimen Hofrat und Justizrat, Dr. Heinrich Kunreuther (1864–1925); 19. September 1942 Deportation nach Theresienstadt; 20. September 1942 Ankunft in Theresienstadt; † 18. Februar 1943 in Theresienstadt. Der Stolperstein ist vor der so genannten Villa Kunreuther im Bürgersteig eingelassen. |
|      | Gottschalk, Marie-Luise            | Gotha, Friedrichstr. 14 (Lage)                                 | 1895                                         | HIER WOHNTE MARIE-LUISE GOTTSCHALK GEB. KUNREUTHER JG. 1895 DEPORTIERT 1944 ERMORDET 1944 IN AUSCHWITZ                                                                 | verheiratet mit dem Rechtsanwalt Günther Gottschalk, März 1944 Inhaftierung im Gothaer Gefängnis, Juli/August 1944 Deportation nach Auschwitz. Der Stolperstein ist vor der so genannten Villa Kunreuther im Bürgersteig eingelassen. |
|      | Heilbrunn, Kurt                    | Gotha, Arnoldiplatz 5 (Lage)                                   | 23. März 1938                                | HIER WOHNTE KURT HEILBRUNN JG. 1938 DEPORTIERT 1942 ERMORDET 1942 IN BELZYCE                                                                                           | verschollen im Distrikt Lublin; 10. Mai 1942 Deportation mit seiner Großmutter Anna Brock in das Ghetto Belzyce bei Lublin; 12. Mai 1942 Ankunft im Distrikt Lublin |
|      | Brock, Anna                        | Gotha, Arnoldiplatz 5 (Lage)                                   | 3. März 1889 geb. Grünbaum Geisa             | HIER WOHNTE ANNA BROCK GEB. GRÜNBAUM JG. 1889 DEPORTIERT 1942 ERMORDET 1942 IN BELZYC                                                                                  | verschollen im Distrikt Lublin; verheiratet mit dem jüdischen Arzt Dr. Sigismund Brock (1869–1934); besaß ein Einreisevisum für die USA; 10. Mai 1942 Deportation mit Enkel Kurt Heilbrunn in das Ghetto Belzyce bei Lublin; 12. Mai 1942 Ankunft im Distrikt Lublin |
|      | Weissenberg, Ruth                  | Gotha, 18.-März-Str. 59 (Lage)                                 | 27. Juni 1904 geb. Stern Gelsenkirchen       | HIER WOHNTE RUTH WEISSENBERG GEB. STERN JG. 1904 DEPORTIERT 1942 GHETTO BELZYCE ERMORDET                                                                               | verschollen im Distrikt Lublin; Kaiserstraße 59/heute 18.-März-Straße, ab 1940 Arnoldiplatz 5; 1939 als Mitglied der Israelitischen Kultusgemeinde Gotha erfasst; 10. Mai 1942 Deportation in das Ghetto Belzyce im Distrikt Lublin; 12. Mai 1942 Ankunft im Distrikt Lublin |
|      | Weissenberg, Judith                | Gotha, 18.-März-Str. 59 (Lage)                                 | 3. Juli 1931 Gotha                           | HIER WOHNTE JUDITH WEISSENBERG JG. 1931 DEPORTIERT 1942 GHETTO BELZYCE ERMORDET                                                                                        | verschollen im Distrikt Lublin; Tochter von Ruth Weißenberg; Kaiserstraße 59/heute 18.-März-Straße, ab 1940 Arnoldiplatz 5; 10. Mai 1942 Deportation in das Ghetto Belzyce im Distrikt Lublin; 12. Mai 1942 Ankunft im Distrikt Lublin |
|      | Falkenstein, Dr. Leo               | Gotha-Siebleben, Weimarer Str. 75 (Lage)                       | 11. Dez. 1890 Wallau                         | HIER WOHNTE DR. LEO FALKENSTEIN JG. 1890 FLUCHT 1939 ENGLAND USA ÜBERLEBT                                                                                              | 1921–1938 Arzt in Siebleben, vor Verhaftung in Pogromnacht gewarnt, Ehefrau (Dr. med. Auguste Falkenstein, geb. Oeltze von Lobethal, geb. 17. August 1895, Nichtjüdin), brachte ihn nach Berlin, 1939 Auswanderung nach England, später in die USA, 1947 Wohnsitz New York |
|      | Strakosch-Freytag, Mika-Marie      | Gotha-Siebleben, Weimarer Str. 145 (Lage)                      | 22. Apr. 1875 vermutl. Wien                  | HIER WOHNTE MIKA-MARIE STRAKOSCH-FREYTAG JG. 1875 DEPORTIERT 1944 THERESIENSTADT BEFREIT/ÜBERLEBT                                                                      | Stieftochter von Gustav Freytag; lebte bis zum Verkauf des Hauses 1943 in Gotha; Deportation nach Theresienstadt mit Transport II/32 (Einzeltransport) aus dem Raum München/Nürnberg; Ankunft am 23. Mai 1944 in Theresienstadt; 1945 durch die amerikanische Armee in Gotha als Überlebende erfasst; † 23. Juli 1959 in Siebleben, wo sie auch auf dem Friedhof neben der Kirche und neben der Grabstätte ihres Stiefvaters beerdigt ist. |
|      | Mettbach, Monika                   | Gotha-Siebleben, Ulmenweg 16 (Lage)                            | 31. Jan. 1941 Gotha                          | HIER WOHNTE MONIKA METTBACH JG. 1941 DEPORTIERT AUSCHWITZ ERMORDET 3.4.1943                                                                                            | Tod im Alter von nur 2 Jahren und 2 Monaten! Ulmenweg 16: früher Wilhelm-Umbreit-Straße Nr. 26 |
|      | Schmidt, Sally                     | Gotha, Uelleber Str. 78 (Lage)                                 | 4. Aug. 1905 Aschenhausen                    | HIER WOHNTE SALLY SCHMIDT JG. 1905 VERHAFTET ERMORDET 1945 IN BUCHENWALD                                                                                               | † 30. März 1945 im KZ Buchenwald; kaufmännischer Angestellter, Lagerist |
|      | Wachtel, Dr. jur. Alfred Siegfried | Gotha, Spohrstr. 11 (Lage)                                     | 25. Jan. 1881 Gotha                          | HIER WOHNTE DR. ALFRED SIEGFRIED WACHTEL JG. 1881 FLUCHT 1939 HOLLAND DEPORTIERT 1942 THERESIENSTADT ERMORDET IN AUSCHWITZ                                             | Ernststraße 6; ab 1935 Spohrstraße 11; Landgerichtsdirektor; 1933 Entlassung aus rassischen Gründen; 1939 Auswanderung nach Holland; 5. November 1940 Ausbürgerung; 1942 Inhaftierung im Lager Westerbork; Deportation nach Theresienstadt; später Auschwitz |
|      | Meister, Hugo                      | Gotha, Schützenallee 26 (Lage)                                 | 27. Feb. 1901 Gotha                          | HIER WOHNTE HUGO MEISTER JG. 1901 IM WIDERSTAND/KPD VERHAFTET 1933 ZUCHTHAUS GRÄFENTONNA ENTLASSEN 1935 1944 BUCHENWALD BEFREIT/ÜBERLEBT                               | Mitglied der KPD, 1933 Verhaftung und wegen „Hochverrat“ zu zwei Jahren Haft verurteilt, im Zuchthaus Gräfentonna. Mitglied in der Widerstandsgruppe um Theodor Neubauer, 1944 Inhaftierung im KZ Buchenwald, 1945 Befreiung, ab 15. Mai 1945 bis 1950 Bürgermeister der Stadt Gotha, † 13. November 1956 |
|      | Guradze, Irma                      | Gotha, Reinhardsbrunner Str. 33 (Lage)                         | 23. Nov. 1869 Zyrawa                         | HIER WOHNTE IRMA GURADZE JG. 1869 VOR DEPORTATION FLUCHT IN DEN TOD 19.9.1942                                                                                          | ab 1933 Willi-Marschler-Straße; 1939 Mitglied der Israelitischen Kultusgemeinde Gotha; vorgesehen zur Deportation am 19. September 1942 nach Theresienstadt; Freitod vor Deportation |
|      | Geithner, Otto                     | Gotha, Oststr. 40 (Lage)                                       | 23. Mai 1876 Merseburg                       | HIER WOHNTE OTTO GEITHNER JG. 1876 IM WIDERSTAND/KPD VERHAFTET 1935 3 JAHRE ZUCHTHAUS ZULETZT IN HALLE 1938 BUCHENWALD BEFREIT/ÜBERLEBT                                | Geithner wurde 1935 verhaftet, zu dreieinhalb Jahren Zuchthaus verurteilt und nach Verbüßung der Strafe im Oktober 1938 ins KZ Buchenwald verschleppt, wo er bis zur Befreiung im April 1945 inhaftiert war. Nach Gotha zurückgekehrt, schloss er sich nicht der SED an, arbeitete bei der Thüringischen Volkszeitung und war von 1946 bis zu seinem Tod am 31. Juli 1948 Direktor der Bibliothek auf Schloss Friedenstein. |
|      | Zimmermann, Ernst                  | Gotha, Oststr. 65 (Lage)                                       | 1907                                         | HIER WOHNTE ERNST ZIMMERMANN JG. 1907 IM WIDERSTAND/KPD 1933 INHAFTIERT IN MEHREREN KZ ZULETZT BUCHENWALD ENTLASSEN 1.2.1938                                           | |
|      | Kaiser, Babette                    | Gotha, Lutherstr. 5 (Lage)                                     | 28. Feb. 1872 geb. Adler Urspringen          | HIER WOHNTE BABETTE KAISER GEB. ADLER JG. 1872 FLUCHT IN DEN TOD 17.9.1942 VOR DEPORTATION                                                                             | Hünersdorfstraße 13; 1929 Beisitzerin des Vorstands der Ortsgruppe des Centralvereins Gotha; 1939 Mitbegründerin der Israelitischen Kultusgemeinde Gotha; 19. September 1942 Deportationstermin; Freitod vor der Deportation nach Theresienstadt |
|      | Rosenthal, Lina                    | Gotha, Lucas-Cranach-Str.1 (Lage)                              | 1895 geb. Michlewitsch                       | HIER WOHNTE LINA ROSENTHAL GEB. MICHLEWITSCH JG. 1895 DEPORTIERT 1942 BELZYCE ERMORDET                                                                                 | |
|      | Dominsky, Rosalie                  | Gotha, Liebetraustr. 19 (Lage)                                 | 29. Dez. 1886 geb. Wolff Arnstein            | HIER WOHNTE ROSALIE DOMINSKY GEB. WOLFF JG. 1886 DEPORTIERT 1942 ERMORDET IN BELZYCE                                                                                   | ab 1940 Arnoldiplatz 5; 1939 Mitbegründerin der Israelitischen Kultusgemeinde; 10. Mai 1942 Deportation in das Ghetto Belzyce bei Lublin; 12. Mai 1942 Ankunft im Distrikt Lublin |
|      | Neuhaus, Thekla                    | Gotha, Johannesstr. 2 (Lage)                                   | 20. Jan. 1879 Burgreppach                    | HIER WOHNTE THEKLA NEUHAUS GEB. NEUMANN JG. 1879 DEPORTIERT 1942 GHETTO BELZYCE ERMORDET                                                                               | verschollen im Distrikt Lublin; Mutter von Ludwig Neuhaus; ab 1940 Friedrichstraße 20; 1933 Wahl zur Beisitzerin im Vorstand des Israelitischen Frauenvereins, 1939 Mitglied der Israelitischen Kultusgemeinde Gotha; 10. Mai 1942 Deportation in das Ghetto Belzyce im Distrikt Lublin; 12. Mai 1942 Ankunft im Distrikt Lublin |
|      | Neuhaus, Ludwig                    | Gotha, Johannesstr. 2 (Lage)                                   | 4. Juni 1908? Stadtlengsfeld                 | HIER WOHNTE LUDWIG NEUHAUS JG. 1908 DEPORTIERT ERMORDET | ab 1940 Friedrichstraße 20: verheiratet; Deportation |
|      | Katzenstein, Ida                   | Gotha, Goldbacher Str. 15 (Lage)                               | 1872                                         | HIER WOHNTE IDA KATZENSTEIN JG. 1872 DEPORTIERT 1942 THERESIENSTADT 1944 AUSCHWITZ ERMORDET                                                                            | |
|      | Wirth, Bertha                      | Gotha, Hauptmarkt 14 (Lage)                                    | 24. Juli 1887, Leipzig                       | HIER WOHNTE BERTHA WIRTH AUSGEWIESEN 28.10.1938 NACH POLEN ? | ermordet; polnische Staatsbürgerin |
|      | Wirth, Moses                       | Gotha, Hauptmarkt 14 (Lage)                                    | 19. Juli 1890, Perethinsko                   | HIER WOHNTE MOSES WIRTH AUSGEWIESEN 28.10.1938 NACH POLEN ? | ermordet; Altwarenhändler; polnischer Staatsbürger |
|      | Jacob, Clara                       | Gotha, Hauptmarkt 47 (Lage)                                    | 1866                                         | HIER WOHNTE CLARA JACOB GEB. LÖB Jg. 1866 DEPORTIERT 1942 THERESIENSTADT ERMORDET 1942                                                                                 | Am 10.3.2024 verlegt |
|      | Werner, Arthur                     | Gotha, Hauptmarkt 47 (Lage)                                    | 1882                                         | HIER WOHNTE ARTHUR WERNER Jg. 1882 'SCHUTZHAFT' 1938 KZ BUCHENWALD FLUCHT 1939 1939                                                                                    | Am 10.3.2024 verlegt |
|      | Werner, MARGARETE                  | Gotha, Hauptmarkt 47 (Lage)                                    | 1892                                         | HIER WOHNTE MARGARETE 'ETA' WERNER GEB. JACOB Jg. 1892 FLUCHT 1939 1939                                                                                                | Am 10.3.2024 verlegt |
|      | Wegler, Klara Ber                  | Gotha, Friedrich-Ebert-Str. 27 (Lage)                          |                                              | HIER WOHNTE KLARA BER WEGLER ALTER UNBEKANNT POLENAKTION 1938 SCHICKSAL UNBEKANNT                                                                                      | |
|      | Wegler, Nathan Ber                 | Gotha, Friedrich-Ebert-Str. 27 (Lage)                          |                                              | HIER WOHNTE NATHAN BER WEGLER ALTER UNBEKANNT POLENAKTION 1938 SCHICKSAL UNBEKANNT                                                                                     | |
|      | Sylten, Werner                     | Gotha, Bachstr. 14 (Lage)                                      | 9. Aug. 1893                                 | HIER WOHNTE DR. WERNER SYLTEN JG 1893 IM WIDERSTAND VERHAFTET 1941 DACHAU VERLEGT 1942 SCHLOSS HARTHEIM ERMORDET 1942                                                  | Ermordet am 26. August 1942 |
|      | Grünstein, Julius                  | Gotha, Bergallee 4 (Lage)                                      | 10. Juni 1877 Kaltennordheim                 | HIER WOHNTE JULIUS GRÜNSTEIN JG 1877 DEPORTIERT 1942 ERMORDET 1942 IN BELZYCE                                                                                          | verschollen im Distrikt Lublin; Kaufmann; 1939 Mitglied der Israelitischen Kultusgemeinde; 10. Mai 1942 Abtransport in das Ghetto Belzyce bei Lublin; 12. Mai 1942 Ankunft im Distrikt Lublin |
|      | Ruppel, Walter                     | Gotha, Bergallee 8 (Lage)                                      | 27. Aug. 1896                                | HIER LEHRTE DR. WALTER RUPPEL JG 1896 VERHAFTET 1938 BUCHENWALD DEPORTIERT 1944 ERMORDET IN AUSCHWITZ                                                                  | 1915 Notabitur am Gymnasium Ernestinum; Frontsoldat im Ersten Weltkrieg; 1919 Studium der Philosophie, Pädagogik und Geschichte in Jena; 1923 Promotion; 1. Februar 1923 Heirat in Fulda; seit 1924 Lehrtätigkeit am Gymnasium Ernestinum (dort ist der Stolperstein); 1. April 1934 Berufung zum Studienrat; wurde 1934 aus rassischen Gründen in den Wartestand versetzt; 31. Dezember 1935 Verbot der Lehrtätigkeit; danach Arbeit in der Forschungs- und Landesbibliothek Gotha; 10. November 1938 Verhaftung und Einlieferung in das KZ Buchenwald; Ehefrau engagierte sich um seine Entlassung aus dem KZ Buchenwald; 1944 erneute Verhaftung; Deportation nach Auschwitz |
|      | Ebenstein, Eva                     | Gotha, Brühl 6 heute Brühl 8, Haus nicht mehr vorhanden (Lage) | 1912 geb. Schiffmann Gotha                   | HIER WOHNTE EVA EBENSTEIN GEB. SCHIFFMANN JG. 1912 FLUCHT 1934 PALÄSTINA ÜBERLEBT                                                                                      | 1932 Beisitzerin im Vorstand des Israelitischen Frauenvereins Gotha |
|      | Weksler, Regina                    | Gotha, Friedrichstr. 20 (Lage)                                 | 1. Sep. 1901 geb. Liebermann Gotha           | HIER WOHNTE REGINA WEKSLER GEB. LIEBERMANN JG. 1905 VERSTECKT DEPORTIERT 1944 ERMORDET IN AUSCHWITZ                                                                    | Sie wurde 1943 vier Monate in Gera-Zwötzen von Helene Morgenstern versteckt; letzter Wohnsitz Berlin; Deportation am 10. August 1944 nach Auschwitz. Das Gebäude, vor dem der Stolperstein in den Bürgersteig eingelassen wurde, ist inzwischen (~ 2013) abgerissen worden. Derzeit (April 2015) ist nur eine Schutthalde davon zu sehen. |
|      | Ellenberg, Ernst                   | Gotha, Fritzelsgasse (Höhe Nr. 16) (Lage)                      | 2. Apr. 1886 Wolfsbehringen                  | HIER WOHNTE ERNST ELLENBERG JG. 1886 VERHAFTET 1944 FLOSSENBÜRG TOT 1945 IN FLOSSENBÜRG                                                                                | † 8. Februar 1945 in Flossenbürg; letzter Wohnsitz Fritzelsgasse 25, Gotha; Haus nicht mehr vorhanden, Stein befindet sich im Gehweg Höhe Fritzelsgasse Nr. 16; Tischler, Kommunist, Arbeitersamariter, am 6. Oktober 1944 von der Gestapo Weimar in das KZ Flossenbürg überstellt, registriert mit der Häftlingsnummer 28794, politische „Schutzhaft“ |
|      | Neuwirth, Harry                    | Gotha, Neumarkt 9 (Lage)                                       | 1909                                         | HIER WOHNTE HARRY NEUWIRTH JG. 1909 FLUCHT ZIEL UNBEKANNT 1940 AUSBÜRGERUNG                                                                                            | |
|      | Neuwirth, Isidor                   | Gotha, Neumarkt 9 (Lage)                                       | 1879                                         | HIER WOHNTE ISIDOR NEUWIRTH JG. 1879 DEPORTIERT 1945 THERESIENSTADT BEFREIT                                                                                            | |
|      | Stein, David                       | Gotha, Lange Gasse 2 (Lage)                                    | 1862                                         | HIER WOHNTE DAVID STEIN JG. 1862 GEDEMÜTIGT/ENTRECHTET TOT 17.8.1941                                                                                                   | |
|      | Stein, Lina                        | Gotha, Lange Gasse 2 (Lage)                                    | 1864                                         | HIER WOHNTE LINA STEIN GEB. WEINSTOCK JG. 1864 DEPORTIERT 1942 THERESIENSTADT ERMORDET 18.3.1943                                                                       | |
|      | Stein, Gretchen                    | Gotha, Lange Gasse 2 (Lage)                                    | 1895                                         | HIER WOHNTE GRETCHEN STEIN JG. 1895 DEPORTIERT 1942 THERESIENSTADT 1943 AUSCHWITZ ERMORDET                                                                             | |
|      | Pick, Dr. Behrendt                 | Gotha, Schloss Friedenstein, unter den Ostarkaden (Lage)       | 1861                                         | HIER ARBEITETE DR. BEHRENDT PICK JG. 1861 GEDEMÜTIGT/ENTRECHTET TOT 3.5.1940 BERLIN                                                                                    | am 19.12.2021 verlegt |
|      | Strupp, Werner                     | Gotha, Gartenstraße 28 (Lage)                                  | 1913                                         | HIER WOHNTE JOSEF WERNER STRUPP Jg. 1913 FLUCHT 1934 PALÄSTINA | Am 10.3.2024 verlegt |